# Tadeusz Urban (ur. 1931)
Tadeusz Urban (ur. 7 kwietnia 1931 w Opaleniskach) – polski ekonomista i działacz komunistyczny, poseł na Sejm PRL III kadencji.

## Życiorys
Uzyskał wykształcenie wyższe, z zawodu był ekonomistą. Studiował w Wyższej Szkole Ekonomicznej i na Uniwersytecie Warszawskim, w 1968 został dyrektorem naczelnym Warszawskich Zakładów Telewizyjnych. W 1952 wstąpił do Polskiej Zjednoczonej Partii Robotniczej, w strukturach partii pełnił funkcję I sekretarza Komitetu Zakładowego w Fabryce Samochodów Osobowych (1959–1968), zastępcy członka Komitetu Centralnego (1959–1964) oraz delegata na III zjazd Partii.
W 1961 został wybrany na posła na Sejm PRL w okręgu Warszawa–Praga. W trakcie kadencji zasiadał w Komisji Handlu Zagranicznego i Komisji Obrony Narodowej, pełnił także funkcję sekretarza Sejmu.